# Eingriffshaftung
Eingriffshaftung bezeichnet im österreichischen Recht die Haftung für Schäden, die erlaubterweise zugefügt werden, für die aber dennoch Schadensersatz zu leisten ist. Beispielsweise kann dies bei Schäden der Fall sein, die durch eine behördlich genehmigte Anlage entstehen (§ 364a Allgemeines Bürgerliches Gesetzbuch – ABGB) oder die bei der Ausübung des rechtfertigenden Notstands (§ 1306a ABGB) eintreten.
§ 364a ABGB lautet:
Wird jedoch die Beeinträchtigung eine Bergwerksanlage oder eine behördlich genehmigte Anlage auf dem nachbarlichen Grund in einer dieses Maß überschreitenden Weise verursacht, so ist der Grundbesitzer nur berechtigt, den Ersatz des zugefügten Schadens gerichtlich zu verlangen, auch wenn der Schaden durch Umstände verursacht wird, auf die bei der behördlichen Verhandlung keine Rücksicht genommen wurde.
§ 1306a ABGB lautet:
Wenn jemand im Notstand einen Schaden verursacht, um eine unmittelbar drohende Gefahr von sich oder anderen abzuwenden, hat der Richter unter Erwägung, ob der Beschädigte die Abwehr aus Rücksicht auf die dem anderen drohende Gefahr unterlassen hat, sowie des Verhältnisses der Größe der Beschädigung zu dieser Gefahr oder endlich des Vermögens des Beschädigers und des Beschädigten zu erkennen, ob und in welchem Umfange der Schaden zu ersetzen ist.
Von der Eingriffshaftung zu unterscheiden sind die Verschuldenshaftung und die Gefährdungshaftung.